# Національний художній музей Китаю
Національний художній музей Китаю (кит.: 中国美术馆) — музей в пекінському районі Дунчен.

## Історія
Будівництво музею тривало з 1958 по 1962 року. 1963 року Мао Цзедун надав музею статус національного. Спочатку його площа становила 30 тис. м². Після реконструкції в 2004—2005 роках, що коштувало 600 млн юанів, вона збільшилася до 35.375 м².

## Опис
Загалом у музеї 4 поверхи. У 21 залі, розташованих на трьох поверхах, виставлені різні роботи: традиційний китайський живопис, олійний і акварельний живопис, літографії, скульптури, карикатури, фотографії та ін. До кожної роботи дані докладні пояснення, але не всі дублюються англійською мовою. На багатьох пояснювальних табличках є штрих-код, щоб подивитися подробиці в мобільному телефоні.
У музеї діє кафе з європейською кухнею.

### Колекція
Кількість експонатів понад 100 тис. на виставковій площі в 6 тис. м². Виставлені роботи насамперед часів династій Мін та Цін, значну частину становить експозиція Ці Байші, а також Хуан Біньхуна, Сюй Бейхуна, Цзян Чжаохе, Сіту Цяо, Лі Кежань, У Цзожень, Є Цзян'ю.
Є картини сучасних художників, зокрема Ян Цаньцзюна, Фань Чжоу, Дай Шуньчжі, Фань Ян, Ван Юечжі, Хань Цзінвей, Юань У. Представлені на виставці присвячені побуту громадян КНР, історії Китаю, буддизму та пейзажні роботи в класичному китайському дусі, а також каліграфія, наприклад, Лі Шенхуна, Чень Чжішен цитати з класичних творів, парні написи.
Також представлені сучасні митці такі, як Сюй Дацін, Лан Цзіншань, якого вважають засновником азійської школи фотографії (він був членом Королівського фотографічного товариства Британії, в 1980 році Фотографічне товариство Америки назвало його в переліку 10 провідних фотографів світу). Значну частину колекції становлять твори народного мистецтва.
Крім того, представлено 117 картин європейського й американського мистецтва, зокрема 4 роботи Пікассо, Шангала та ін. Проходили виставки французького живопису XIX ст., німецького експресіонізму, мистецтва Африки, з фондів Третьяковської галереї, італійського та іспанського мистецтв.